# Chitrella transversa
Chitrella transversa es una especie de arácnido del orden Pseudoscorpionida de la familia Syarinidae.

## Distribución geográfica
Se encuentra en Colorado y en Nuevo México (Estados Unidos).